# Ломакин, Павел Ипполитович
Павел Ипполитович Ломакин (1887 год, с. Сергеевка, Петропавловский уезд, Акмолинская область, Российская империя — 1958 год, Алматинская область) — колхозник, Герой Социалистического Труда (1948).

## Биография
Родился в 1887 году в крестьянской семье в селе Сергеевка Петропавловского уезда Акмолинской области.
Трудился наёмным работником у кулака, затем — рабочим на строительстве шоссейных дорог, грузчиком и разнорабочим.
В 1938 году вступил в колхоз «Коян-Кос» Илийского района Талды-Курганской области. Первоначально был рядовым колхозником, позднее был назначен звеньевым полеводческого звена. В его звене трудился будущий Герой Социалистического Труда Байгожа Конусбаев (удостоен звания в 1971 году).
В 1947 году полеводческое звено под руководством Павла Ломакина собрало с участка площадью 11 гектаров по 31,1 центнеров зерновых. Указом Президиума Верховного Совета СССР от 28 марта 1948 года удостоен звания Героя Социалистического Труда за «получение высоких урожаев пшеницы, ржи, хлопка и сахарной свеклы» с вручением ордена Ленина и золотой медали «Серп и Молот» (№ 1659).
После выхода на пенсию проживал в селе Коянкус Илийского района Алма-Атинской области. Умер в 1958 году.

## Награды
- Герой Социалистического Труда (1948)
- Орден Ленина (1948)
- Орден «Знак Почёта»